# Légations
Les Légations étaient les noms donnés aux 5 grandes régions qui divisaient administrativement les États pontificaux entre la Restauration (1815) et la prise de Rome (1870). Ses subdivisions étaient en fait des délégations apostoliques, déterminées comme circonscriptions territoriales par la réforme de Pie VII le 6 juillet 1816, regroupaient les Délégations existantes (Romagne, Marches, Ombrie, Lazio et Campanie).

## Historique
Abandonnant la précédente répartition en 11 provinces, l’État fut formé de 17 délégations, auxquelles s’ajoute la comarque de Rome. Les délégations équivalaient grosso modo aux provinces d'Italie républicaines et avaient le pouvoir exécutif, à la différence des fragiles provinces du royaume d'Italie (1861-1946) réduites à une pure répartition territoriale et sujette à d’intempestifs contrôles du gouvernement.

Les délégations portaient le nom de légations quand elles étaient gouvernées par un cardinal. Comme ce fut fait de façon routinière dans la délégation de Romagne, le terme légation utilisé dans un sens absolu, faisait allusion aux 4 districts qui composaient ce territoire (Bologne, Ferrare, Forlì et Ravenne). Toutefois en 1850, la réforme administrative de Pie IX réserva le titre de légations aux 5 grandes régions cités précédemment.

À l'issue de la deuxième guerre d'indépendance italienne en 1859, la plupart des légations, ainsi que la délégation d'Orvieto  (hormis Rome, le Latium et la Campanie qui furent laissées au souverain pontife) furent intégrées aux Provinces-Unies d'Italie centrale, État satellite du royaume de Sardaigne, qui annexa finalement ces territoires un an plus tard.

La prise de Rome en 1870, liquidera les dernières légations et mettra fin de facto à l'existence des États pontificaux (le pape Léon XIII prononcera officiellement leurs dissolutions le 20 septembre 1900).

## Classification et structure
Le motu proprio de Sa Sainteté le pape Pie VII en date du 6 juillet 1816 sur l'organisation de la fonction publique, instituant des délégations apostoliques, distingue les nouvelles circonscriptions en trois classes, en leur donnant un traitement et un honneur différents.

À la tête de chaque délégation était placé un Prélat (délégué), nommé par le pape suivant une mesure  de la secrétairerie d'État .
 
Dans le cas où il s’agissait d’un cardinal, il assumait le titre de légat. Cela était possible dans les seules délégations de 1re classe.

Le délégué (ou légat selon les cas) était assisté de deux assesseurs, toujours nommés par le pape, avec les fonctions auxiliaires de nature judiciaire (l'une dans le droit civil, l'autre dans le droit pénal).
Au côté du délégué et des assesseurs était prévue une Congrégation gouvernementale composée de :
- quatre membres dans les délégations de 1re classe (soit deux du chef-lieu et deux de la circonscription)[6];
- trois membres dans les délégations de 2e classe (soit deux du chef-lieu et un de la circonscription) ;
- deux membres dans les délégations de 3e classe (soit un du chef-lieu et un de la circonscription)[7].

Dans chaque délégation, l’administration de la justice était dévolue à un tribunal de première instance pour les causes civiles et à un tribunal criminel pour les causes pénales.

## Légations et délégations
Les subdivisions administratives de l'État pontifical en légations et délégations se sont  effectuées sous le pape Pie VII à partir de 1816 pour les principales, sauf Orvieto en 1831 et Velletri en 1832.
| Délégations                   | Cl. | Chef-lieu     | Districts                                          |
| ----------------------------- | --- | ------------- | -------------------------------------------------- |
| Légation de Bologne           | 1   | Bologne       |                                                    |
| Légation de Ferrare           | 1   | Ferrare       |                                                    |
| Légation de Forlì             | 1   | Forlì         | • Cesena, • Forlì, • Rimini                        |
| Légation de Ravenne           | 1   | Ravenne       | • Faenza, • Imola, • Ravenne                       |
| Délégation d'Urbino et Pesaro | 1   | Urbino        | • Fano, • Gubbio, • Pesaro, • Senigallia, • Urbino |
| Délégation de Macerata        | 2   | Macerata      | • Fabriano, • Loreto, • Macerata, • San Severino   |
| Délégation d'Ancône           | 2   | Ancône        | • Ancône, • Jesi, • Osimo                          |
| Délégation de Fermo           | 2   | Fermo         |                                                    |
| Délégation d'Ascoli           | 3   | Ascoli        | • Ascoli, • Montalto                               |
| Délégation de Camerino        | 3   | Camerino      |                                                    |
| Délégation de Pérouse         | 2   | Pérouse       | • Città di Castello, • Foligno, • Pérouse, • Todi  |
| Délégation de Spolète         | 2   | Spolète       | • Norcia, • Spolète, • Terni                       |
| Délégation de Rieti           | 3   | Rieti         | • Poggio Mirteto, • Rieti                          |
| Délégation de Frosinone       | 2   | Frosinone     | • Anagni, • Frosinone, • Pontecorvo, • Terracina   |
| Délégation d'Orvieto          |     | Orvieto       |                                                    |
| délégation de Bénévent        | 3   | Bénévent      |                                                    |
| Délégation de Viterbe         | 2   | Viterbe       | • Orvieto, • Viterbe                               |
| Délégation de Civitavecchia   | 3   | Civitavecchia |                                                    |
| Délégation de Velletri        |     | Velletri      |                                                    |
| Comarque de Rome              |     | Rome          | • Rome, • Subiaco, • Tivoli                        |

Ce découpage concerne tout ou partie de la Romagne, des Marches, de l'Ombrie, du Latium et de Campanie.